# William Murrill

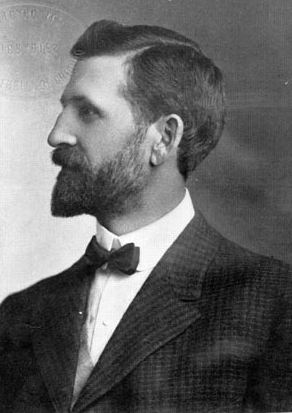
William Murrill

William Alphonso Murrill (13 de outubro de 1869 - 25 de dezembro de 1957) foi um micologista norte-americano conhecido por suas contribuições ao conhecimento dos fungos Agaricales e Polyporaceae.
Murrill produziu cerca de 510 publicações, incluindo artigos em jornais micológicos e botânicos, notas, relatórios diversos, comentários, biografias e artigos populares sobre história natural.